# Copa J. League 1996
La Copa J. League 1996, también conocida como Copa Yamazaki Nabisco ’96 por motivos de patrocinio, fue la 21.ª edición de la Copa de la Liga de Japón y la 4.ª edición bajo el actual formato.
El campeón fue Shimizu S-Pulse, tras vencer en la final a Verdy Kawasaki. De esta manera, el conjunto de la capital de la prefectura de Shizuoka se consagró por primera vez en este torneo.

## Formato de competición
- Formaron parte del torneo los 16 equipos que participaron de la J. League 1996. Kashiwa Reysol y Cerezo Osaka, que en 1994 disputaron este campeonato como clubes asociados a la J. League, compitieron en esta ocasión como cuadros ya pertenecientes a la primera división japonesa, mientras que Kyoto Purple Sanga y Avispa Fukuoka realizaron sus debuts en el certamen. Mientras tanto, otros cuatro miembros asociados (Consadole Sapporo, Brummell Sendai, Vissel Kobe y Tosu Futures) también se habían clasificado para participar, pero desistieron debido a la saturación de equipos de la Japan Football League en 1996.
- Fase de grupos: se fijó el 1 de junio para el inicio de la participación de los conjuntos, que fueron divididos en dos grupos de ocho clubes cada uno. De esta manera, cada cuadro debió disputar catorce juegos en total -siete de local y siete de visitante-.
  - El cálculo de cada punto no se basó en cada juego individualmente, sino en el puntaje total en los dos enfrentamientos ante un mismo rival. De esta manera, si un equipo ganaba esos dos encuentros, obtenía tres unidades; si ese mismo cuadro ganaba un partido y perdía otro, se repartían un punto para cada conjunto, ya que no se aplicaba la diferencia de gol.
  - Para determinar el orden de clasificación de los equipos se utilizó el siguiente criterio:

1. Puntos obtenidos.
2. Diferencia de goles.
3. Goles a favor.
Los dos mejores de grupo avanzaron a la fase final del torneo.
- Fase final: se llevó a cabo entre los cuatro clubes provenientes de la primera fase.
  - La semifinal se jugó a un solo partido. En caso de empate en los 90 minutos se haría una prórroga con gol de oro; si aún persistía la igualdad se ejecutaría una tanda de penales.
  - La final también se disputó a un solo partido. En caso de empate en los 90 minutos se haría una prórroga sin gol de oro, a diferencia de las semifinales; si aún persistía la igualdad se ejecutaría una tanda de penales.

## Calendario
| Etapa          | Ronda       | Ida                      | Vuelta                   | Observaciones                                     |
| -------------- | ----------- | ------------------------ | ------------------------ | ------------------------------------------------- |
| Fase de grupos | Ronda 1     | 1 de junio de 1996       | 5 de junio de 1996       | Sin observaciones                                 |
| Fase de grupos | Ronda 2     | 8 de junio de 1996       | 12 de junio de 1996      | Sin observaciones                                 |
| Fase de grupos | Ronda 3     | 15 de junio de 1996      | 19 de junio de 1996      | Sin observaciones                                 |
| Fase de grupos | Ronda 4     | 22 de junio de 1996      | 26 de junio de 1996      | Sin observaciones                                 |
| Fase de grupos | Ronda 5     | 29 de junio de 1996      | 3 de julio de 1996       | Sin observaciones                                 |
| Fase de grupos | Ronda 6     | 10 de agosto de 1996     | 14 de agosto de 1996     | Sin observaciones                                 |
| Fase de grupos | Ronda 7     | 17 de agosto de 1996     | 21 de agosto de 1996     | Sin observaciones                                 |
| Fase final     | Semifinales | 4 de septiembre de 1996  | 4 de septiembre de 1996  | Sin observaciones                                 |
| Fase final     | Final       | 25 de septiembre de 1996 | 25 de septiembre de 1996 | Participación de los ganadores de las Semifinales |

## Fase de grupos

### Grupo A
| Equipo              | Pts | PJ | PG | PE | PP | RJ | RG | RE | RP | GF | GC | DG  |
| ------------------- | --- | -- | -- | -- | -- | -- | -- | -- | -- | -- | -- | --- |
| Kashiwa Reysol      | 15  | 14 | 7  | 3  | 4  | 7  | 5  | 0  | 2  | 24 | 16 | +8  |
| Bellmare Hiratsuka  | 13  | 14 | 6  | 5  | 3  | 7  | 4  | 1  | 2  | 23 | 15 | +8  |
| Sanfrecce Hiroshima | 13  | 14 | 6  | 3  | 5  | 7  | 4  | 1  | 2  | 22 | 20 | +2  |
| Yokohama Marinos    | 12  | 14 | 5  | 4  | 5  | 7  | 4  | 0  | 3  | 22 | 20 | +2  |
| Júbilo Iwata        | 10  | 14 | 6  | 3  | 5  | 7  | 3  | 1  | 3  | 21 | 17 | +4  |
| Gamba Osaka         | 7   | 14 | 3  | 5  | 6  | 7  | 2  | 1  | 4  | 15 | 30 | -15 |
| Urawa Red Diamonds  | 6   | 14 | 4  | 4  | 6  | 7  | 2  | 0  | 5  | 16 | 20 | -4  |
| Kyoto Purple Sanga  | 6   | 14 | 3  | 5  | 6  | 7  | 2  | 0  | 5  | 14 | 19 | -5  |

| \| Fecha \| Lugar \| Local \| Resultado \| Visitante \| \| ------------ \| --------- \| ------------------- \| --------- \| ------------------- \| \| 1 de junio \| Yokohama \| Yokohama Marinos \| 2:3 \| Gamba Osaka \| \| 1 de junio \| Hiroshima \| Sanfrecce Hiroshima \| 1:0 \| Júbilo Iwata \| \| 1 de junio \| Saitama \| Urawa Red Diamonds \| 1:3 \| Kashiwa Reysol \| \| 1 de junio \| Kioto \| Kyoto Purple Sanga \| 1:1 \| Bellmare Hiratsuka \| \| 5 de junio \| Kashiwa \| Kashiwa Reysol \| 2:0 \| Urawa Red Diamonds \| \| 5 de junio \| Suita \| Gamba Osaka \| 1:1 \| Yokohama Marinos \| \| 5 de junio \| Iwata \| Júbilo Iwata \| 1:0 \| Sanfrecce Hiroshima \| \| 5 de junio \| Hiratsuka \| Bellmare Hiratsuka \| 3:1 \| Kyoto Purple Sanga \| \| 8 de junio \| Kashiwa \| Kashiwa Reysol \| 0:0 \| Yokohama Marinos \| \| 8 de junio \| Saitama \| Urawa Red Diamonds \| 0:0 \| Bellmare Hiratsuka \| \| 8 de junio \| Kumamoto \| Kyoto Purple Sanga \| 0:1 \| Sanfrecce Hiroshima \| \| 8 de junio \| Iwata \| Júbilo Iwata \| 3:1 \| Gamba Osaka \| \| 12 de junio \| Yokohama \| Yokohama Marinos \| 3:1 \| Kashiwa Reysol \| \| 12 de junio \| Suita \| Gamba Osaka \| 0:5 \| Júbilo Iwata \| \| 12 de junio \| Hiratsuka \| Bellmare Hiratsuka \| 1:2 \| Urawa Red Diamonds \| \| 12 de junio \| Hiroshima \| Sanfrecce Hiroshima \| 0:0 \| Kyoto Purple Sanga \| \| 15 de junio \| Kashiwa \| Kashiwa Reysol \| 2:1 \| Júbilo Iwata \| \| 15 de junio \| Hiratsuka \| Bellmare Hiratsuka \| 1:1 \| Yokohama Marinos \| \| 15 de junio \| Ōita \| Sanfrecce Hiroshima \| 1:1 \| Gamba Osaka \| \| 15 de junio \| Kioto \| Kyoto Purple Sanga \| 1:1 \| Urawa Red Diamonds \| \| 19 de junio \| Yokohama \| Yokohama Marinos \| 0:3 \| Bellmare Hiratsuka \| \| 19 de junio \| Suita \| Gamba Osaka \| 0:3 \| Sanfrecce Hiroshima \| \| 19 de junio \| Iwata \| Júbilo Iwata \| 1:1 \| Kashiwa Reysol \| \| 19 de junio \| Saitama \| Urawa Red Diamonds \| 0:1 \| Kyoto Purple Sanga \| \| 22 de junio \| Yokohama \| Yokohama Marinos \| 2:0 \| Urawa Red Diamonds \| \| 22 de junio \| Kashiwa \| Kashiwa Reysol \| 1:2 \| Sanfrecce Hiroshima \| \| 22 de junio \| Hiratsuka \| Bellmare Hiratsuka \| 1:3 \| Júbilo Iwata \| \| 22 de junio \| Suita \| Gamba Osaka \| 4:3 \| Kyoto Purple Sanga \| \| 26 de junio \| Saitama \| Urawa Red Diamonds \| 2:1 \| Yokohama Marinos \| \| 26 de junio \| Hiroshima \| Sanfrecce Hiroshima \| 1:3 \| Kashiwa Reysol \| \| 26 de junio \| Iwata \| Júbilo Iwata \| 2:1 \| Bellmare Hiratsuka \| \| 26 de junio \| Kioto \| Kyoto Purple Sanga \| 1:2 \| Gamba Osaka \| \| 29 de junio \| Hiroshima \| Sanfrecce Hiroshima \| 2:3 \| Bellmare Hiratsuka \| \| 29 de junio \| Saitama \| Urawa Red Diamonds \| 1:2 \| Júbilo Iwata \| \| 29 de junio \| Toyama \| Kyoto Purple Sanga \| 1:3 \| Yokohama Marinos \| \| 29 de junio \| Suita \| Gamba Osaka \| 1:4 \| Kashiwa Reysol \| \| 3 de julio \| Kashiwa \| Kashiwa Reysol \| 2:0 \| Gamba Osaka \| \| 3 de julio \| Hiratsuka \| Bellmare Hiratsuka \| 3:0 \| Sanfrecce Hiroshima \| \| 3 de julio \| Iwata \| Júbilo Iwata \| 2:2 \| Urawa Red Diamonds \| \| 3 de julio \| Yokohama \| Yokohama Marinos \| 0:1 \| Kyoto Purple Sanga \| \| 10 de agosto \| Hiroshima \| Sanfrecce Hiroshima \| 2:3 \| Urawa Red Diamonds \| \| 10 de agosto \| Kashiwa \| Kashiwa Reysol \| 3:1 \| Kyoto Purple Sanga \| \| 10 de agosto \| Iwata \| Júbilo Iwata \| 0:2 \| Yokohama Marinos \| \| 10 de agosto \| Suita \| Gamba Osaka \| 1:1 \| Bellmare Hiratsuka \| \| 14 de agosto \| Saitama \| Urawa Red Diamonds \| 0:2 \| Sanfrecce Hiroshima \| \| 14 de agosto \| Hiratsuka \| Bellmare Hiratsuka \| 0:0 \| Gamba Osaka \| \| 14 de agosto \| Yokohama \| Yokohama Marinos \| 2:0 \| Júbilo Iwata \| \| 17 de agosto \| Hiratsuka \| Bellmare Hiratsuka \| 3:1 \| Kashiwa Reysol \| \| 17 de agosto \| Yokohama \| Yokohama Marinos \| 3:5 \| Sanfrecce Hiroshima \| \| 17 de agosto \| Suita \| Gamba Osaka \| 1:1 \| Urawa Red Diamonds \| \| 17 de agosto \| Tosu \| Júbilo Iwata \| 0:0 \| Kyoto Purple Sanga \| \| 21 de agosto \| Kashiwa \| Kashiwa Reysol \| 1:2 \| Bellmare Hiratsuka \| \| 21 de agosto \| Hiroshima \| Sanfrecce Hiroshima \| 2:2 \| Yokohama Marinos \| \| 21 de agosto \| Saitama \| Urawa Red Diamonds \| 3:0 \| Gamba Osaka \| \| 21 de agosto \| Kioto \| Kyoto Purple Sanga \| 3:1 \| Júbilo Iwata \| \| 24 de agosto \| Suita \| Kyoto Purple Sanga \| 0:0 \| Kashiwa Reysol \| |           |                     |           |                     |
| Fecha | Lugar     | Local               | Resultado | Visitante           |
| 1 de junio | Yokohama  | Yokohama Marinos    | 2:3       | Gamba Osaka         |
| 1 de junio | Hiroshima | Sanfrecce Hiroshima | 1:0       | Júbilo Iwata        |
| 1 de junio | Saitama   | Urawa Red Diamonds  | 1:3       | Kashiwa Reysol      |
| 1 de junio | Kioto     | Kyoto Purple Sanga  | 1:1       | Bellmare Hiratsuka  |
| 5 de junio | Kashiwa   | Kashiwa Reysol      | 2:0       | Urawa Red Diamonds  |
| 5 de junio | Suita     | Gamba Osaka         | 1:1       | Yokohama Marinos    |
| 5 de junio | Iwata     | Júbilo Iwata        | 1:0       | Sanfrecce Hiroshima |
| 5 de junio | Hiratsuka | Bellmare Hiratsuka  | 3:1       | Kyoto Purple Sanga  |
| 8 de junio | Kashiwa   | Kashiwa Reysol      | 0:0       | Yokohama Marinos    |
| 8 de junio | Saitama   | Urawa Red Diamonds  | 0:0       | Bellmare Hiratsuka  |
| 8 de junio | Kumamoto  | Kyoto Purple Sanga  | 0:1       | Sanfrecce Hiroshima |
| 8 de junio | Iwata     | Júbilo Iwata        | 3:1       | Gamba Osaka         |
| 12 de junio | Yokohama  | Yokohama Marinos    | 3:1       | Kashiwa Reysol      |
| 12 de junio | Suita     | Gamba Osaka         | 0:5       | Júbilo Iwata        |
| 12 de junio | Hiratsuka | Bellmare Hiratsuka  | 1:2       | Urawa Red Diamonds  |
| 12 de junio | Hiroshima | Sanfrecce Hiroshima | 0:0       | Kyoto Purple Sanga  |
| 15 de junio | Kashiwa   | Kashiwa Reysol      | 2:1       | Júbilo Iwata        |
| 15 de junio | Hiratsuka | Bellmare Hiratsuka  | 1:1       | Yokohama Marinos    |
| 15 de junio | Ōita      | Sanfrecce Hiroshima | 1:1       | Gamba Osaka         |
| 15 de junio | Kioto     | Kyoto Purple Sanga  | 1:1       | Urawa Red Diamonds  |
| 19 de junio | Yokohama  | Yokohama Marinos    | 0:3       | Bellmare Hiratsuka  |
| 19 de junio | Suita     | Gamba Osaka         | 0:3       | Sanfrecce Hiroshima |
| 19 de junio | Iwata     | Júbilo Iwata        | 1:1       | Kashiwa Reysol      |
| 19 de junio | Saitama   | Urawa Red Diamonds  | 0:1       | Kyoto Purple Sanga  |
| 22 de junio | Yokohama  | Yokohama Marinos    | 2:0       | Urawa Red Diamonds  |
| 22 de junio | Kashiwa   | Kashiwa Reysol      | 1:2       | Sanfrecce Hiroshima |
| 22 de junio | Hiratsuka | Bellmare Hiratsuka  | 1:3       | Júbilo Iwata        |
| 22 de junio | Suita     | Gamba Osaka         | 4:3       | Kyoto Purple Sanga  |
| 26 de junio | Saitama   | Urawa Red Diamonds  | 2:1       | Yokohama Marinos    |
| 26 de junio | Hiroshima | Sanfrecce Hiroshima | 1:3       | Kashiwa Reysol      |
| 26 de junio | Iwata     | Júbilo Iwata        | 2:1       | Bellmare Hiratsuka  |
| 26 de junio | Kioto     | Kyoto Purple Sanga  | 1:2       | Gamba Osaka         |
| 29 de junio | Hiroshima | Sanfrecce Hiroshima | 2:3       | Bellmare Hiratsuka  |
| 29 de junio | Saitama   | Urawa Red Diamonds  | 1:2       | Júbilo Iwata        |
| 29 de junio | Toyama    | Kyoto Purple Sanga  | 1:3       | Yokohama Marinos    |
| 29 de junio | Suita     | Gamba Osaka         | 1:4       | Kashiwa Reysol      |
| 3 de julio | Kashiwa   | Kashiwa Reysol      | 2:0       | Gamba Osaka         |
| 3 de julio | Hiratsuka | Bellmare Hiratsuka  | 3:0       | Sanfrecce Hiroshima |
| 3 de julio | Iwata     | Júbilo Iwata        | 2:2       | Urawa Red Diamonds  |
| 3 de julio | Yokohama  | Yokohama Marinos    | 0:1       | Kyoto Purple Sanga  |
| 10 de agosto | Hiroshima | Sanfrecce Hiroshima | 2:3       | Urawa Red Diamonds  |
| 10 de agosto | Kashiwa   | Kashiwa Reysol      | 3:1       | Kyoto Purple Sanga  |
| 10 de agosto | Iwata     | Júbilo Iwata        | 0:2       | Yokohama Marinos    |
| 10 de agosto | Suita     | Gamba Osaka         | 1:1       | Bellmare Hiratsuka  |
| 14 de agosto | Saitama   | Urawa Red Diamonds  | 0:2       | Sanfrecce Hiroshima |
| 14 de agosto | Hiratsuka | Bellmare Hiratsuka  | 0:0       | Gamba Osaka         |
| 14 de agosto | Yokohama  | Yokohama Marinos    | 2:0       | Júbilo Iwata        |
| 17 de agosto | Hiratsuka | Bellmare Hiratsuka  | 3:1       | Kashiwa Reysol      |
| 17 de agosto | Yokohama  | Yokohama Marinos    | 3:5       | Sanfrecce Hiroshima |
| 17 de agosto | Suita     | Gamba Osaka         | 1:1       | Urawa Red Diamonds  |
| 17 de agosto | Tosu      | Júbilo Iwata        | 0:0       | Kyoto Purple Sanga  |
| 21 de agosto | Kashiwa   | Kashiwa Reysol      | 1:2       | Bellmare Hiratsuka  |
| 21 de agosto | Hiroshima | Sanfrecce Hiroshima | 2:2       | Yokohama Marinos    |
| 21 de agosto | Saitama   | Urawa Red Diamonds  | 3:0       | Gamba Osaka         |
| 21 de agosto | Kioto     | Kyoto Purple Sanga  | 3:1       | Júbilo Iwata        |
| 24 de agosto | Suita     | Kyoto Purple Sanga  | 0:0       | Kashiwa Reysol      |

### Grupo B
| Equipo               | Pts | PJ | PG | PE | PP | RJ | RG | RE | RP | GF | GC | DG  |
| -------------------- | --- | -- | -- | -- | -- | -- | -- | -- | -- | -- | -- | --- |
| Shimizu S-Pulse      | 16  | 14 | 8  | 4  | 2  | 7  | 5  | 1  | 1  | 22 | 16 | +6  |
| Verdy Kawasaki       | 14  | 14 | 7  | 4  | 3  | 7  | 4  | 2  | 1  | 25 | 13 | +12 |
| Yokohama Flügels     | 12  | 14 | 3  | 8  | 3  | 7  | 3  | 3  | 1  | 27 | 20 | +7  |
| JEF United Ichihara  | 10  | 14 | 6  | 4  | 4  | 7  | 3  | 1  | 3  | 20 | 22 | -2  |
| Kashima Antlers      | 9   | 14 | 4  | 8  | 2  | 7  | 2  | 3  | 2  | 16 | 12 | +4  |
| Cerezo Osaka         | 7   | 14 | 3  | 4  | 7  | 7  | 2  | 1  | 4  | 23 | 26 | -3  |
| Nagoya Grampus Eight | 7   | 14 | 2  | 4  | 8  | 7  | 2  | 1  | 4  | 19 | 26 | -7  |
| Avispa Fukuoka       | 3   | 14 | 3  | 4  | 7  | 7  | 1  | 0  | 6  | 14 | 31 | -17 |

| \| Fecha \| Lugar \| Local \| Resultado \| Visitante \| \| ------------ \| --------- \| -------------------- \| --------- \| -------------------- \| \| 1 de junio \| Nagoya \| Nagoya Grampus Eight \| 1:1 \| Yokohama Flügels \| \| 1 de junio \| Shizuoka \| Shimizu S-Pulse \| 1:0 \| Kashima Antlers \| \| 1 de junio \| Ichihara \| JEF United Ichihara \| 0:1 \| Avispa Fukuoka \| \| 1 de junio \| Osaka \| Cerezo Osaka \| 0:1 \| Verdy Kawasaki \| \| 5 de junio \| Kawasaki \| Verdy Kawasaki \| 3:0 \| Cerezo Osaka \| \| 5 de junio \| Kashima \| Kashima Antlers \| 2:2 \| Shimizu S-Pulse \| \| 5 de junio \| Yokohama \| Yokohama Flügels \| 1:1 \| Nagoya Grampus Eight \| \| 5 de junio \| Fukuoka \| Avispa Fukuoka \| 0:2 \| JEF United Ichihara \| \| 8 de junio \| Sapporo \| Cerezo Osaka \| 3:3 \| JEF United Ichihara \| \| 8 de junio \| Fukuoka \| Avispa Fukuoka \| 0:0 \| Kashima Antlers \| \| 8 de junio \| Yokohama \| Yokohama Flügels \| 0:1 \| Shimizu S-Pulse \| \| 8 de junio \| Niigata \| Verdy Kawasaki \| 4:0 \| Nagoya Grampus Eight \| \| 12 de junio \| Kashima \| Kashima Antlers \| 2:0 \| Avispa Fukuoka \| \| 12 de junio \| Shizuoka \| Shimizu S-Pulse \| 3:3 \| Yokohama Flügels \| \| 12 de junio \| Gifu \| Nagoya Grampus Eight \| 0:3 \| Verdy Kawasaki \| \| 12 de junio \| Ichihara \| JEF United Ichihara \| 2:0 \| Cerezo Osaka \| \| 15 de junio \| Shizuoka \| Shimizu S-Pulse \| 3:1 \| Avispa Fukuoka \| \| 15 de junio \| Nagoya \| Nagoya Grampus Eight \| 1:1 \| JEF United Ichihara \| \| 15 de junio \| Kagoshima \| Yokohama Flügels \| 5:1 \| Verdy Kawasaki \| \| 15 de junio \| Osaka \| Cerezo Osaka \| 0:2 \| Kashima Antlers \| \| 19 de junio \| Kashima \| Kashima Antlers \| 0:3 \| Cerezo Osaka \| \| 19 de junio \| Kawasaki \| Verdy Kawasaki \| 3:1 \| Yokohama Flügels \| \| 19 de junio \| Ichihara \| JEF United Ichihara \| 1:0 \| Nagoya Grampus Eight \| \| 19 de junio \| Fukuoka \| Avispa Fukuoka \| 0:1 \| Shimizu S-Pulse \| \| 22 de junio \| Shizuoka \| Shimizu S-Pulse \| 2:1 \| Cerezo Osaka \| \| 22 de junio \| Fukui \| JEF United Ichihara \| 0:2 \| Verdy Kawasaki \| \| 22 de junio \| Kashima \| Kashima Antlers \| 2:0 \| Nagoya Grampus Eight \| \| 22 de junio \| Isahaya \| Avispa Fukuoka \| 1:1 \| Yokohama Flügels \| \| 26 de junio \| Kawasaki \| Verdy Kawasaki \| 1:2 \| JEF United Ichihara \| \| 26 de junio \| Yokohama \| Yokohama Flügels \| 4:1 \| Avispa Fukuoka \| \| 26 de junio \| Nagoya \| Nagoya Grampus Eight \| 0:2 \| Kashima Antlers \| \| 26 de junio \| Osaka \| Cerezo Osaka \| 0:1 \| Shimizu S-Pulse \| \| 29 de junio \| Shizuoka \| Shimizu S-Pulse \| 2:0 \| Nagoya Grampus Eight \| \| 29 de junio \| Fukuoka \| Avispa Fukuoka \| 2:2 \| Cerezo Osaka \| \| 29 de junio \| Yokohama \| Yokohama Flügels \| 2:3 \| JEF United Ichihara \| \| 29 de junio \| Kawasaki \| Verdy Kawasaki \| 1:1 \| Kashima Antlers \| \| 3 de julio \| Ichihara \| JEF United Ichihara \| 1:5 \| Yokohama Flügels \| \| 3 de julio \| Osaka \| Cerezo Osaka \| 8:1 \| Avispa Fukuoka \| \| 3 de julio \| Kashima \| Kashima Antlers \| 1:1 \| Verdy Kawasaki \| \| 3 de julio \| Nagoya \| Nagoya Grampus Eight \| 6:1 \| Shimizu S-Pulse \| \| 10 de agosto \| Kashima \| Kashima Antlers \| 1:1 \| JEF United Ichihara \| \| 10 de agosto \| Fukuoka \| Avispa Fukuoka \| 1:0 \| Nagoya Grampus Eight \| \| 10 de agosto \| Kagoshima \| Yokohama Flügels \| 1:1 \| Cerezo Osaka \| \| 10 de agosto \| Kawasaki \| Verdy Kawasaki \| 0:0 \| Shimizu S-Pulse \| \| 14 de agosto \| Shizuoka \| Shimizu S-Pulse \| 0:0 \| Verdy Kawasaki \| \| 14 de agosto \| Ichihara \| JEF United Ichihara \| 1:1 \| Kashima Antlers \| \| 14 de agosto \| Nagoya \| Nagoya Grampus Eight \| 3:3 \| Avispa Fukuoka \| \| 14 de agosto \| Osaka \| Cerezo Osaka \| 1:1 \| Yokohama Flügels \| \| 17 de agosto \| Kashima \| Kashima Antlers \| 1:1 \| Yokohama Flügels \| \| 17 de agosto \| Fukuoka \| Avispa Fukuoka \| 2:5 \| Verdy Kawasaki \| \| 17 de agosto \| Ichihara \| JEF United Ichihara \| 3:1 \| Shimizu S-Pulse \| \| 17 de agosto \| Gifu \| Nagoya Grampus Eight \| 6:1 \| Cerezo Osaka \| \| 21 de agosto \| Shizuoka \| Shimizu S-Pulse \| 4:0 \| JEF United Ichihara \| \| 21 de agosto \| Kawasaki \| Verdy Kawasaki \| 0:1 \| Avispa Fukuoka \| \| 21 de agosto \| Osaka \| Cerezo Osaka \| 3:1 \| Nagoya Grampus Eight \| \| 21 de agosto \| Yokohama \| Yokohama Flügels \| 1:1 \| Kashima Antlers \| |           |                      |           |                      |
| Fecha | Lugar     | Local                | Resultado | Visitante            |
| 1 de junio | Nagoya    | Nagoya Grampus Eight | 1:1       | Yokohama Flügels     |
| 1 de junio | Shizuoka  | Shimizu S-Pulse      | 1:0       | Kashima Antlers      |
| 1 de junio | Ichihara  | JEF United Ichihara  | 0:1       | Avispa Fukuoka       |
| 1 de junio | Osaka     | Cerezo Osaka         | 0:1       | Verdy Kawasaki       |
| 5 de junio | Kawasaki  | Verdy Kawasaki       | 3:0       | Cerezo Osaka         |
| 5 de junio | Kashima   | Kashima Antlers      | 2:2       | Shimizu S-Pulse      |
| 5 de junio | Yokohama  | Yokohama Flügels     | 1:1       | Nagoya Grampus Eight |
| 5 de junio | Fukuoka   | Avispa Fukuoka       | 0:2       | JEF United Ichihara  |
| 8 de junio | Sapporo   | Cerezo Osaka         | 3:3       | JEF United Ichihara  |
| 8 de junio | Fukuoka   | Avispa Fukuoka       | 0:0       | Kashima Antlers      |
| 8 de junio | Yokohama  | Yokohama Flügels     | 0:1       | Shimizu S-Pulse      |
| 8 de junio | Niigata   | Verdy Kawasaki       | 4:0       | Nagoya Grampus Eight |
| 12 de junio | Kashima   | Kashima Antlers      | 2:0       | Avispa Fukuoka       |
| 12 de junio | Shizuoka  | Shimizu S-Pulse      | 3:3       | Yokohama Flügels     |
| 12 de junio | Gifu      | Nagoya Grampus Eight | 0:3       | Verdy Kawasaki       |
| 12 de junio | Ichihara  | JEF United Ichihara  | 2:0       | Cerezo Osaka         |
| 15 de junio | Shizuoka  | Shimizu S-Pulse      | 3:1       | Avispa Fukuoka       |
| 15 de junio | Nagoya    | Nagoya Grampus Eight | 1:1       | JEF United Ichihara  |
| 15 de junio | Kagoshima | Yokohama Flügels     | 5:1       | Verdy Kawasaki       |
| 15 de junio | Osaka     | Cerezo Osaka         | 0:2       | Kashima Antlers      |
| 19 de junio | Kashima   | Kashima Antlers      | 0:3       | Cerezo Osaka         |
| 19 de junio | Kawasaki  | Verdy Kawasaki       | 3:1       | Yokohama Flügels     |
| 19 de junio | Ichihara  | JEF United Ichihara  | 1:0       | Nagoya Grampus Eight |
| 19 de junio | Fukuoka   | Avispa Fukuoka       | 0:1       | Shimizu S-Pulse      |
| 22 de junio | Shizuoka  | Shimizu S-Pulse      | 2:1       | Cerezo Osaka         |
| 22 de junio | Fukui     | JEF United Ichihara  | 0:2       | Verdy Kawasaki       |
| 22 de junio | Kashima   | Kashima Antlers      | 2:0       | Nagoya Grampus Eight |
| 22 de junio | Isahaya   | Avispa Fukuoka       | 1:1       | Yokohama Flügels     |
| 26 de junio | Kawasaki  | Verdy Kawasaki       | 1:2       | JEF United Ichihara  |
| 26 de junio | Yokohama  | Yokohama Flügels     | 4:1       | Avispa Fukuoka       |
| 26 de junio | Nagoya    | Nagoya Grampus Eight | 0:2       | Kashima Antlers      |
| 26 de junio | Osaka     | Cerezo Osaka         | 0:1       | Shimizu S-Pulse      |
| 29 de junio | Shizuoka  | Shimizu S-Pulse      | 2:0       | Nagoya Grampus Eight |
| 29 de junio | Fukuoka   | Avispa Fukuoka       | 2:2       | Cerezo Osaka         |
| 29 de junio | Yokohama  | Yokohama Flügels     | 2:3       | JEF United Ichihara  |
| 29 de junio | Kawasaki  | Verdy Kawasaki       | 1:1       | Kashima Antlers      |
| 3 de julio | Ichihara  | JEF United Ichihara  | 1:5       | Yokohama Flügels     |
| 3 de julio | Osaka     | Cerezo Osaka         | 8:1       | Avispa Fukuoka       |
| 3 de julio | Kashima   | Kashima Antlers      | 1:1       | Verdy Kawasaki       |
| 3 de julio | Nagoya    | Nagoya Grampus Eight | 6:1       | Shimizu S-Pulse      |
| 10 de agosto | Kashima   | Kashima Antlers      | 1:1       | JEF United Ichihara  |
| 10 de agosto | Fukuoka   | Avispa Fukuoka       | 1:0       | Nagoya Grampus Eight |
| 10 de agosto | Kagoshima | Yokohama Flügels     | 1:1       | Cerezo Osaka         |
| 10 de agosto | Kawasaki  | Verdy Kawasaki       | 0:0       | Shimizu S-Pulse      |
| 14 de agosto | Shizuoka  | Shimizu S-Pulse      | 0:0       | Verdy Kawasaki       |
| 14 de agosto | Ichihara  | JEF United Ichihara  | 1:1       | Kashima Antlers      |
| 14 de agosto | Nagoya    | Nagoya Grampus Eight | 3:3       | Avispa Fukuoka       |
| 14 de agosto | Osaka     | Cerezo Osaka         | 1:1       | Yokohama Flügels     |
| 17 de agosto | Kashima   | Kashima Antlers      | 1:1       | Yokohama Flügels     |
| 17 de agosto | Fukuoka   | Avispa Fukuoka       | 2:5       | Verdy Kawasaki       |
| 17 de agosto | Ichihara  | JEF United Ichihara  | 3:1       | Shimizu S-Pulse      |
| 17 de agosto | Gifu      | Nagoya Grampus Eight | 6:1       | Cerezo Osaka         |
| 21 de agosto | Shizuoka  | Shimizu S-Pulse      | 4:0       | JEF United Ichihara  |
| 21 de agosto | Kawasaki  | Verdy Kawasaki       | 0:1       | Avispa Fukuoka       |
| 21 de agosto | Osaka     | Cerezo Osaka         | 3:1       | Nagoya Grampus Eight |
| 21 de agosto | Yokohama  | Yokohama Flügels     | 1:1       | Kashima Antlers      |

## Fase final

### Cuadro de desarrollo
|  | Semifinales        | Semifinales     |                 |                | Final            | Final            |  |
|  | 4 de septiembre    | 4 de septiembre |                 |                | 25 de septiembre | 25 de septiembre |  |
|  |                    |                 |                 |                |                  |                  |  |
|  |                    |                 |                 |                |                  |                  |  |
|  | Kashiwa Reysol     | 1               |                 |                |                  |                  |  |
|  | Kashiwa Reysol     | 1               |                 |                |                  |                  |  |
|  | Verdy Kawasaki     | 2               |                 |                |                  |                  |  |
|  | Verdy Kawasaki     | 2               |                 | Verdy Kawasaki | 3 (4)            |                  |  |
|  |                    |                 |                 | Verdy Kawasaki | 3 (4)            |                  |  |
|  |                    |                 | Shimizu S-Pulse | 3 (5)          |                  |                  |  |
|  | Shimizu S-Pulse    | 5               | Shimizu S-Pulse | 3 (5)          |                  |                  |  |
|  | Shimizu S-Pulse    | 5               |                 |                |                  |                  |  |
|  | Bellmare Hiratsuka | 0               |                 |                |                  |                  |  |
|  | Bellmare Hiratsuka | 0               |                 |                |                  |                  |  |
|  |                    |                 |                 |                |                  |                  |  |

- Los horarios de los partidos corresponden al huso horario de Japón: (UTC+9)

### Semifinales
| 4 de septiembre de 1996, 19:01 | Kashiwa Reysol | 1:2 (0:1) | Verdy Kawasaki               | Estadio Nacional, Tokio                                    |                                                            |
|                                | Arima 59'      | Reporte   | Argel Fucks 11' · Magrão 45' | Asistencia: 14.155 espectadores Árbitro(s): Bernard Saules | Asistencia: 14.155 espectadores Árbitro(s): Bernard Saules |

| 4 de septiembre de 1996, 19:03 | Shimizu S-Pulse                                      | 5:0 (3:0) | Bellmare Hiratsuka | Estadio Nihondaira, Shizuoka                              |                                                           |
|                                | Oliva 15', 22' · Ōenoki 18' · Hasegawa 56' · Itō 84' | Reporte   |                    | Asistencia: 13.629 espectadores Árbitro(s): Lim Kee Chong | Asistencia: 13.629 espectadores Árbitro(s): Lim Kee Chong |

### Final
| 25 de septiembre de 1996, 19:01 | Verdy Kawasaki                                       | 3:3 (2:2, 0:0) (t. s.)(4:5 p.) | Shimizu S-Pulse                                | Estadio Nacional, Tokio                                    |                                                            |
|                                 | Horiike 87' (a.g.) · Argel Fucks 89' · Bismarck 105' | Reporte                        | Hasegawa 68' · Oliva 81' · Santos 90'          | Asistencia: 28.232 espectadores Árbitro(s): Leslie Mottram | Asistencia: 28.232 espectadores Árbitro(s): Leslie Mottram |
|                                 |                                                      | Tiros desde el punto penal     |                                                |                                                            |                                                            |
|                                 | Miura · Magrão · Bismarck · Kitazawa · Argel Fucks   |                                | Sawanobori · Santos · Ōenoki · Morioka · Oliva |                                                            |                                                            |

#### Detalles
| 1          | Guardameta     | Shinkichi Kikuchi   |     |
| 2          | Defensa        | Kō Ishikawa         | 81' |
| 6          | Defensa        | Tadashi Nakamura    | 75' |
| 10         | Defensa        | Tomo Sugawara       |     |
| 3          | Defensa        | Argel Fucks         |     |
| 5          | Defensa        | Tetsuji Hashiratani |     |
| 7          | Centrocampista | Bismarck            |     |
| 8          | Centrocampista | Tsuyoshi Kitazawa   |     |
| 4          | Centrocampista | Yasutoshi Miura     | 86' |
| 11         | Delantero      | Kazuyoshi Miura     |     |
| 9          | Delantero      | Magrão              |     |
| Entrenador | Entrenador     | Emerson Leão        |     |

| 1          | Guardameta     | Masanori Sanada    |      |
| 3          | Defensa        | Masahiro Andō      |      |
| 11         | Defensa        | Ryūzō Morioka      |      |
| 2          | Defensa        | Toshihide Saitō    |      |
| 4          | Defensa        | Takumi Horiike     |      |
| 8          | Centrocampista | Fernando Oliva     |      |
| 5          | Centrocampista | Santos             |      |
| 7          | Centrocampista | Hideki Nagai       | 100' |
| 6          | Centrocampista | Katsumi Ōenoki     |      |
| 10         | Centrocampista | Masaaki Sawanobori |      |
| 9          | Delantero      | Kenta Hasegawa     |      |
| Entrenador | Entrenador     | Osvaldo Ardiles    |      |

| 14 | Delantero | Shintetsu Gen   | 75' |
| 13 | Defensa   | Toshimi Kikuchi | 81' |
| 12 | Defensa   | Junji Nishizawa | 86' |

| 12 | Defensa | Hiroyuki Shirai | 100' |

| Anotado · Autogol | 87'  | Takumi Horiike | 1-2 |
| Anotado           | 89'  | Argel Fucks    | 2-2 |
| Anotado           | 105' | Bismarck       | 3-3 |

| Anotado | 68' | Kenta Hasegawa | 0-1 |
| Anotado | 81' | Fernando Oliva | 0-2 |
| Anotado | 90' | Santos         | 2-3 |

| Kazuyoshi Miura   | Acierto de penal          | 1:0 |                  |                    |
|                   |                           | 1:1 | Acierto de penal | Masaaki Sawanobori |
| Magrão            | Fallo de penal (Desviado) | 1:1 |                  |                    |
|                   |                           | 1:2 | Acierto de penal | Santos             |
| Bismarck          | Acierto de penal          | 2:2 |                  |                    |
|                   |                           | 2:3 | Acierto de penal | Katsumi Ōenoki     |
| Tsuyoshi Kitazawa | Acierto de penal          | 3:3 |                  |                    |
|                   |                           | 3:4 | Acierto de penal | Ryūzō Morioka      |
| Argel Fucks       | Acierto de penal          | 4:4 |                  |                    |
|                   |                           | 4:5 | Acierto de penal | Fernando Oliva     |

| Amonestado | 28' | Tadashi Nakamura    |
| Amonestado | 29' | Magrão              |
| Amonestado | 52' | Tetsuji Hashiratani |
| Amonestado | 56' | Argel Fucks         |

| Amonestado | 26'  | Masaaki Sawanobori |
| Amonestado | 104' | Santos             |

| Árbitro             | Leslie Mottram      |
| Árbitros asistentes | Yoshikazu Hiroshima |
| Árbitros asistentes | Naoki Esumi         |
| Cuarto árbitro      | Keiichi Sunakawa    |

| 1          | Guardameta     | Shinkichi Kikuchi   |     |
| 2          | Defensa        | Kō Ishikawa         | 81' |
| 6          | Defensa        | Tadashi Nakamura    | 75' |
| 10         | Defensa        | Tomo Sugawara       |     |
| 3          | Defensa        | Argel Fucks         |     |
| 5          | Defensa        | Tetsuji Hashiratani |     |
| 7          | Centrocampista | Bismarck            |     |
| 8          | Centrocampista | Tsuyoshi Kitazawa   |     |
| 4          | Centrocampista | Yasutoshi Miura     | 86' |
| 11         | Delantero      | Kazuyoshi Miura     |     |
| 9          | Delantero      | Magrão              |     |
| Entrenador | Entrenador     | Emerson Leão        |     |

| 1          | Guardameta     | Masanori Sanada    |      |
| 3          | Defensa        | Masahiro Andō      |      |
| 11         | Defensa        | Ryūzō Morioka      |      |
| 2          | Defensa        | Toshihide Saitō    |      |
| 4          | Defensa        | Takumi Horiike     |      |
| 8          | Centrocampista | Fernando Oliva     |      |
| 5          | Centrocampista | Santos             |      |
| 7          | Centrocampista | Hideki Nagai       | 100' |
| 6          | Centrocampista | Katsumi Ōenoki     |      |
| 10         | Centrocampista | Masaaki Sawanobori |      |
| 9          | Delantero      | Kenta Hasegawa     |      |
| Entrenador | Entrenador     | Osvaldo Ardiles    |      |

| 14 | Delantero | Shintetsu Gen   | 75' |
| 13 | Defensa   | Toshimi Kikuchi | 81' |
| 12 | Defensa   | Junji Nishizawa | 86' |

| 12 | Defensa | Hiroyuki Shirai | 100' |

| Anotado · Autogol | 87'  | Takumi Horiike | 1-2 |
| Anotado           | 89'  | Argel Fucks    | 2-2 |
| Anotado           | 105' | Bismarck       | 3-3 |

| Anotado | 68' | Kenta Hasegawa | 0-1 |
| Anotado | 81' | Fernando Oliva | 0-2 |
| Anotado | 90' | Santos         | 2-3 |

| Kazuyoshi Miura   | Acierto de penal          | 1:0 |                  |                    |
|                   |                           | 1:1 | Acierto de penal | Masaaki Sawanobori |
| Magrão            | Fallo de penal (Desviado) | 1:1 |                  |                    |
|                   |                           | 1:2 | Acierto de penal | Santos             |
| Bismarck          | Acierto de penal          | 2:2 |                  |                    |
|                   |                           | 2:3 | Acierto de penal | Katsumi Ōenoki     |
| Tsuyoshi Kitazawa | Acierto de penal          | 3:3 |                  |                    |
|                   |                           | 3:4 | Acierto de penal | Ryūzō Morioka      |
| Argel Fucks       | Acierto de penal          | 4:4 |                  |                    |
|                   |                           | 4:5 | Acierto de penal | Fernando Oliva     |

| Amonestado | 28' | Tadashi Nakamura    |
| Amonestado | 29' | Magrão              |
| Amonestado | 52' | Tetsuji Hashiratani |
| Amonestado | 56' | Argel Fucks         |

| Amonestado | 26'  | Masaaki Sawanobori |
| Amonestado | 104' | Santos             |

| Árbitro             | Leslie Mottram      |
| Árbitros asistentes | Yoshikazu Hiroshima |
| Árbitros asistentes | Naoki Esumi         |
| Cuarto árbitro      | Keiichi Sunakawa    |

|                                     |
| Bandera de Prefectura de Shizuoka   |
| Campeón Shimizu S-Pulse 1.er título |

## Estadísticas

### Goleadores
| Jugador                                   | Club                | Goles | PJ |
| ----------------------------------------- | ------------------- | ----- | -- |
| Fernando Oliva                            | Shimizu S-Pulse     | 9     | 16 |
| Kōji Seki                                 | Bellmare Hiratsuka  | 8     | 15 |
| Masakiyo Maezono                          | Yokohama Flügels    | 7     | 11 |
| Zinho                                     | Yokohama Flügels    | 7     | 14 |
| Kenta Hasegawa                            | Shimizu S-Pulse     | 7     | 16 |
| Masashi Nakayama                          | Júbilo Iwata        | 7     | 13 |
| Ivan Hašek                                | JEF United Ichihara | 6     | 14 |
| Última actualización: 19 de junio de 2017 |                     |       |    |

### Mejor Jugador
| Jugador | Club            |
| ------- | --------------- |
| Santos  | Shimizu S-Pulse |

### Premio Nuevo Héroe
El Premio Nuevo Héroe es entregado al mejor jugador del torneo menor de 23 años.
| Jugador         | Club            |
| --------------- | --------------- |
| Hiroshi Nanami  | Júbilo Iwata    |
| Toshihide Saitō | Shimizu S-Pulse |